# نينا جيلارد

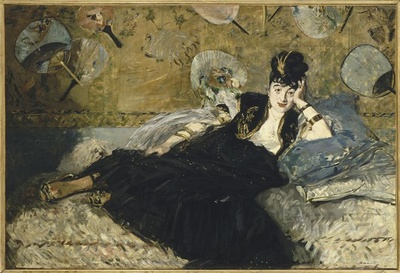
نينا دي كالياس، 1873، بريشة إدوارد مانيه

آن ماري جيلارد (12 يوليو 1843 - 22 يوليو 1884، توفيت في عيادة في فانف)، المعروفة أيضا باسم نينا دي فيلارد دي كالياس ونينا دي كالياس ونينا دي فيلارد هي ملحنة فرنسية وعازفة بيانو وكاتبة.
هي ابنة محام ثري من ليون، بعد زواجها من هيكتور دي كالياس (كومت دي كالياس، كاتب وصحفي في لوفيجارو ) استضافت أحد أبرز الصالونات الأدبية والفنية في العاصمة الفرنسية باريس. كانت متزوجة من دي كالياس من عام 1864 إلى عام 1868، وكانت تربطها علاقة حب استمرت عقدًا من الزمن (1867-1877) مع تشارلز كروس ، الذي ألهمته لرسم كوفريت دي سانتال . 

## بيانو
- فانتازي سور ريجوليتو [8]
- ليلية [9]
- الرومانسية [8]
- تذكار دي فيشي [8]
- فالسي بريلانتي [9]

## نثر
- Feuillets Parisiens ، 1885 ( غاليكا )
- لا دوقة ديان ، 1882
- لا جالوسي دو جون ديو
- تريستان وإيزولت

## صوت
- "كلمات وردة لشعاع الشمس" [10]

## روابط خارجية
- http://fr.wikisource.org/wiki/Nina_de_Callias
- سيرة شخصية
- السيدة ذات المعجبين – نينا دي كالياس، نموذج مانيه